# Sara Gilbert
Pour les articles homonymes, voir Gilbert.
Sara Gilbert (de son vrai nom Sara Rebecca Abeles, née le 29 janvier 1975 à Santa Monica en Californie) est une actrice américaine.
Elle se fait d’abord connaitre pour avoir incarné Darlene Conner-Healy dans la série sitcom Roseanne de 1988 à 1997. Elle joue ensuite le rôle de Leslie Winkle dans la série à succès The Big Bang Theory de 2007 à 2019.
Puis, de 2014 à 2015 elle joue le rôle d’Irene dans la série Bad Teacher ainsi que celui de la Professeur Judd dans Atypical (2019-2021).

## Biographie
Ses parents sont Barbara Crane (née Cowan) et Harold Abeles. Avant d'épouser son père, Barbara, sa mère, était mariée à l'acteur Paul Gilbert avec qui elle a adopté Melissa Gilbert et Jonathan Gilbert, qui deviendront deux stars de la série La Petite Maison dans la prairie. Paul Gilbert se suicide en 1975 et ses parents, Barbara et Harold, divorcent peu de temps après.
En 1984 elle prend le nom de Gilbert pour sa carrière. Calamity Jane est donc sa dernière apparition à l'écran en tant que Sara Abeles.

## Carrière à la télévision
Enfant, elle décide de devenir actrice parce qu'elle est jalouse de tous les cadeaux que son frère et sa sœur ainés recoivent sur le tournage de La petite maison dans la prairie. Après avoir fait plusieurs apparitions dans des publicités puis des séries télévisées, elle obtient à 13 ans le rôle de Darlene Conner-Healy, la fille du milieu « vive d'esprit et terre-à-terre » dans la série Roseanne. Elle y joue pendant neuf ans (1988-1997) et écrit même le scénario de l' épisode Don't Make Me Over (en). La série est en partie autobiographique.
Elle apparaît ensuite dans plusieurs séries télévisées, dont notamment 24 heures chrono (cinq épisodes), Urgences (quinze épisodes) et The Big Bang Theory (neuf épisodes).

## Vie privée
Depuis son adolescence, elle est végétarienne, et même végane.
En 1992, à l'âge de 17 ans, Sara a fréquenté pendant six mois l'acteur Johnny Galecki - rencontré sur le tournage de Roseanne. Sara a déclaré en 2013 qu'elle a réalisé qu'elle était lesbienne pendant qu'elle fréquentait l'acteur.
En 2001, Sara a commencé à fréquenter la productrice de télévision Allison Adler, mais ce n'est qu'en 2010 qu'elle déclare publiquement être lesbienne. Ensemble, elles ont eu deux enfants ; un garçon prénommé Levi Hank qu'Allison a mis au monde en octobre 2004, et une fille prénommée Swayer que Sara a mise au monde le 2 août 2007. Sara et Allison se sont séparées en août 2011 au bout de dix ans de vie commune.
Depuis octobre 2011, Sara est en couple avec la musicienne Linda Perry. Après s'être fiancées en avril 2013, elles se sont mariées le 30 mars 2014. Le 28 février 2015, Sara a donné naissance à leur fils, prénommé Rhodes Emilio Gilbert Perry.

## Filmographie

### Cinéma
- 1992 : Fleur de poison : Sylvie Cooper
- 1994 : Dead Beat : Martha
- 1997 : Walkin' on Sunshine: The Movie : Une nurse
- 1998 : Desert Blue : Sandy
- 1999 : $30 (court métrage): Emily/Michelle
- 1999 : The Big Tease (en) : Gretle Dickens
- 1999 : Light It Up : Lynn Sabatini
- 2000 : High Fidelity : Anaugh
- 2000 : Boys Life 3 (en) (compilation de cinq courts métrages - dont $30 - sur le coming out et la difficulté d'être gay en Amérique) : Emily
- 2001 : Écarts de conduite : Tina Barr
- 2004 : Une affaire de cœur : L'assistante des gadgets de Gary

### Télévision

#### Téléfilms
- 1984 : Calamity Jane, de James Goldstone : Jean à 7 ans
- 1990 : Sudie and Simpson (en) : Sudie Harrigan
- 2001 : Écarts de conduite : Tina Barr
- 2023 : Tom Brady à tout prix (en) : Sara

#### Séries télévisées
- 1988 : ABC Weekend Special : Stephie
- 1988-1997 : Roseanne : Darlene Conner-Healy
- 1992 : Les Simpson, épisode La Plus Belle du quartier : voix de Laura Powers
- 1996 : ABC Afterschool Special : Jessie
- 2000-2001 : Welcome to New York (en) : Amy Manning
- 2002 : 24 Heures chrono, épisodes 1 à 5 de la saison 2 : Paula Schaeffer
- 2003 : Will et Grace, épisode Fanilow (en) : Cheryl
- 2004 : In the Game (pilote non retenu par ABC)
- 2004 : La Vie avant tout, épisode Cinderella in Scrubs (en) : Charlayne
- 2004-2007 : Urgences : Jane Figler
- 2005 : The Clinic (en), épisode 1 de la saison 3 : Mme Jennings
- 2005-2006 : Twins (en)  : Mitchee Arnold
- 2006 : Girls on the Bus, épisode pilote : Helen
- 2006-2007 : La Classe : Fern
- 2007 : Private Practice, épisode Rendez-vous ratés : Kelly
- 2007-2010 et 2016, épisode L'Anniversaire de Sheldon : The Big Bang Theory : Leslie Winkle
- 2008 : New York, unité spéciale, épisode Le Masque tombe : Caitlyn Ryan
- 2010 : Grey's Anatomy, épisode Laisser partir : Kim Allen
- 2010 : Hawthorne : Infirmière en chef, 5 épisodes de la Saison 2  : Malia Price
- 2013 : The Millers, épisode Draguer sur internet, c’est mâle
- 2013 : Web Therapy, épisodes Games People Play et Husband Hunting (en)
- 2014 : Bad Teacher : Irene
- 2014 : Mon comeback, épisode Valerie Faces the Critics (en)
- 2016 : Supergirl, épisode Super Méchante
- 2018 : Happy Together, épisode The Power of Yes...Men (en) : elle-même
- 2018 : Living Biblically (en) : Cheryl
- 2018 : Jane the Virgin, épisode Main de fer et gant de velours
- 2018-2025 : The Conners (en) : Darlene Conner
- 2019 :  Atypical, saison 3 : Professeur Judd, l'enseignante d'éthique à l'Université de Denton
- 2019 : Weird City (en), épisode Smart House (en) : Jathryn
- 2020 : Equal (en), série documentaire, épisode 1 : The Birth of a Movement : J.M. de Cleveland

## Distinctions

### Récompenses
- 1991, 1992 et 1993  : Young Artist Awards de la meilleure jeune actrice dans un second rôle dans une série télévisée comique pour Roseanne

### Nominations
- 1990, 1993 et 1994 : Primetime Emmy Awards de la meilleure jeune actrice dans un second rôle dans une série télévisée comique pour Roseanne